# Diloba medionigra
Diloba medionigra är en fjärilsart som beskrevs av Taco Hajo van Wisselingh 1966. Diloba medionigra ingår i släktet Diloba och familjen nattflyn. Inga underarter finns listade i Catalogue of Life.